# Amphobotrys ricini
Amphobotrys ricini är en svampart som först beskrevs av N.F. Buchw., och fick sitt nu gällande namn av Hennebert 1973. Amphobotrys ricini ingår i släktet Amphobotrys och familjen Sclerotiniaceae.   Inga underarter finns listade i Catalogue of Life.